# A31 (Italië)
De A31 of Autostrada della Val d'Astico is een Italiaanse autosnelweg in de regio Veneto. De snelweg is een zogeheten tolweg, net als de meeste andere Italiaanse snelwegen. De snelweg begint met de aansluiting met de SS434 nabij Badia Polesine en loopt noordelijk naar de SS349 bij Piovene Rocchette. De bouw van de snelweg duurde 4 jaar en de weg tussen Vicenza en Piovene Rocchette werd in zijn geheel opgeleverd in 1976. Het stuk tussen Vicenza en Agugliaro kwam in 2013 gereed, het stuk tussen Noventa Vicentina en Badia Polesine in 2015.

Volledige traject van de A31 (gepland traject in donker groen).